# حدأة مصرية
حِدَأَة مصرية  (الاسم العلمي: Milvus aegyptius) هي النظير الإفريقي للحدأة السوداءوالتي غالبًا ما تُعتبر نُويعاً. و تشير الدراسات الحديثة للحمض النووي إلى أنها تختلف اختلافاً كبيراً عن الحدأة السوداء في الفرع الأوراسي ، ويجب اعتبارها نوعًا منفصلاً ومتباينًا.

## وصف
يمكن التعرف عليها بسهول بسبب منقارها الأصفر المميز. ثوبها يرتكز إلى الصهبة الرمداء. زمكها فارق منفرج الانشعاب.

## حالة
وهي في الغالب مهاجرة تتكاثر داخل إفريقيا، وتوجد في جنوب إفريقيا من يوليو إلى مارس وأحيانًا في أواخر مايو. إنه شائع بشكل عام. لا توجد تهديدات على هذا النوع كما هو مذكور من قبل IUCN.

## الموئل والتغذية
توجد في جميع الموائل تقريبًا، بما في ذلك الحدائق في الضواحي، ولكنها نادرة في صحراء نميب. توجد بكثرة في مصر والصومال والحبشة والجزيرة. تتغذى على مجموعة واسعة من الفقاريات والحشرات الصغيرة ، وكثير منها يُفتش.

## معرض الصور

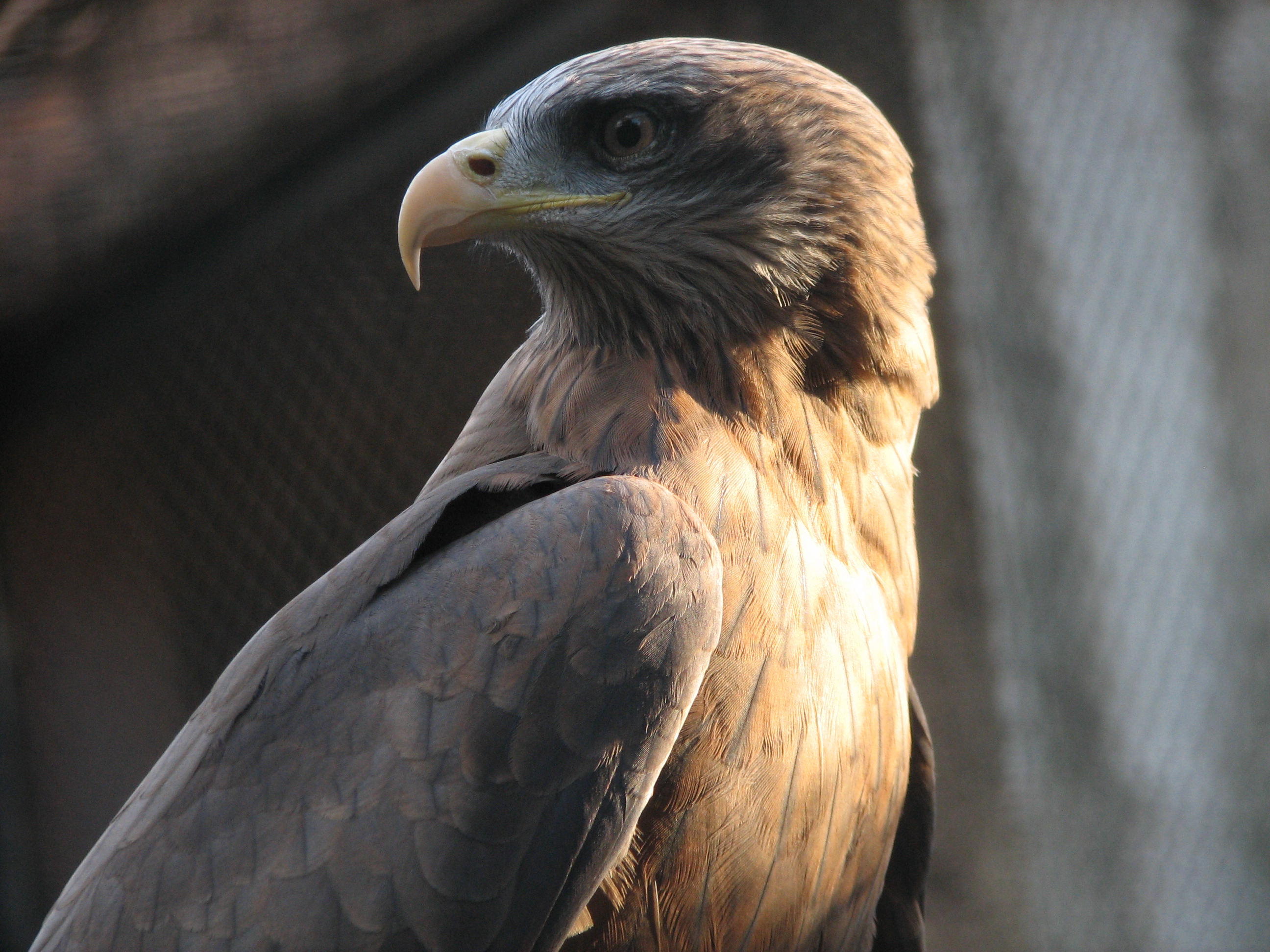
في حديقة حيوان Tsimbazaza، مدغشقر
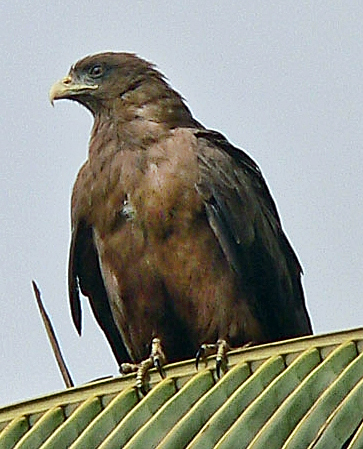
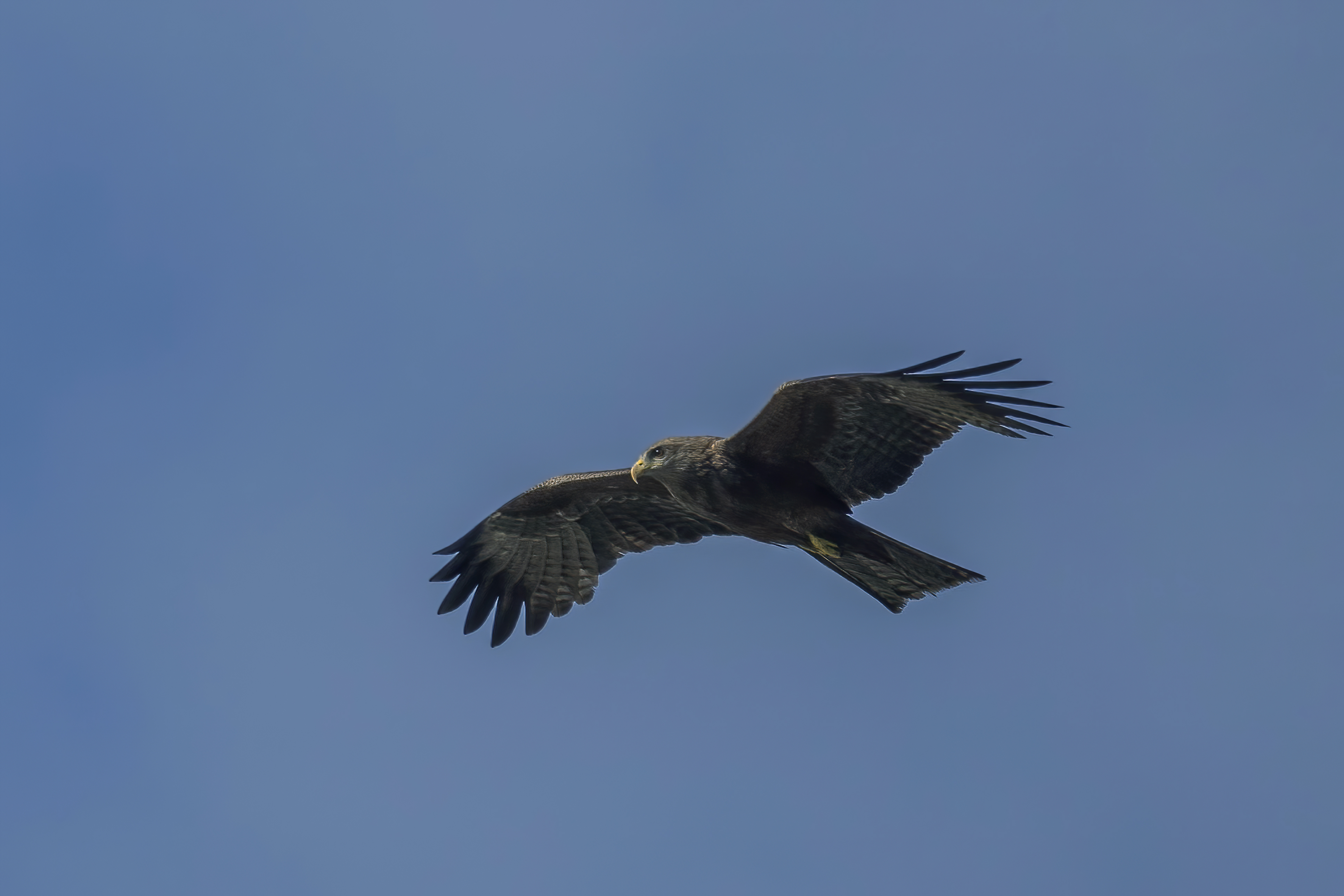
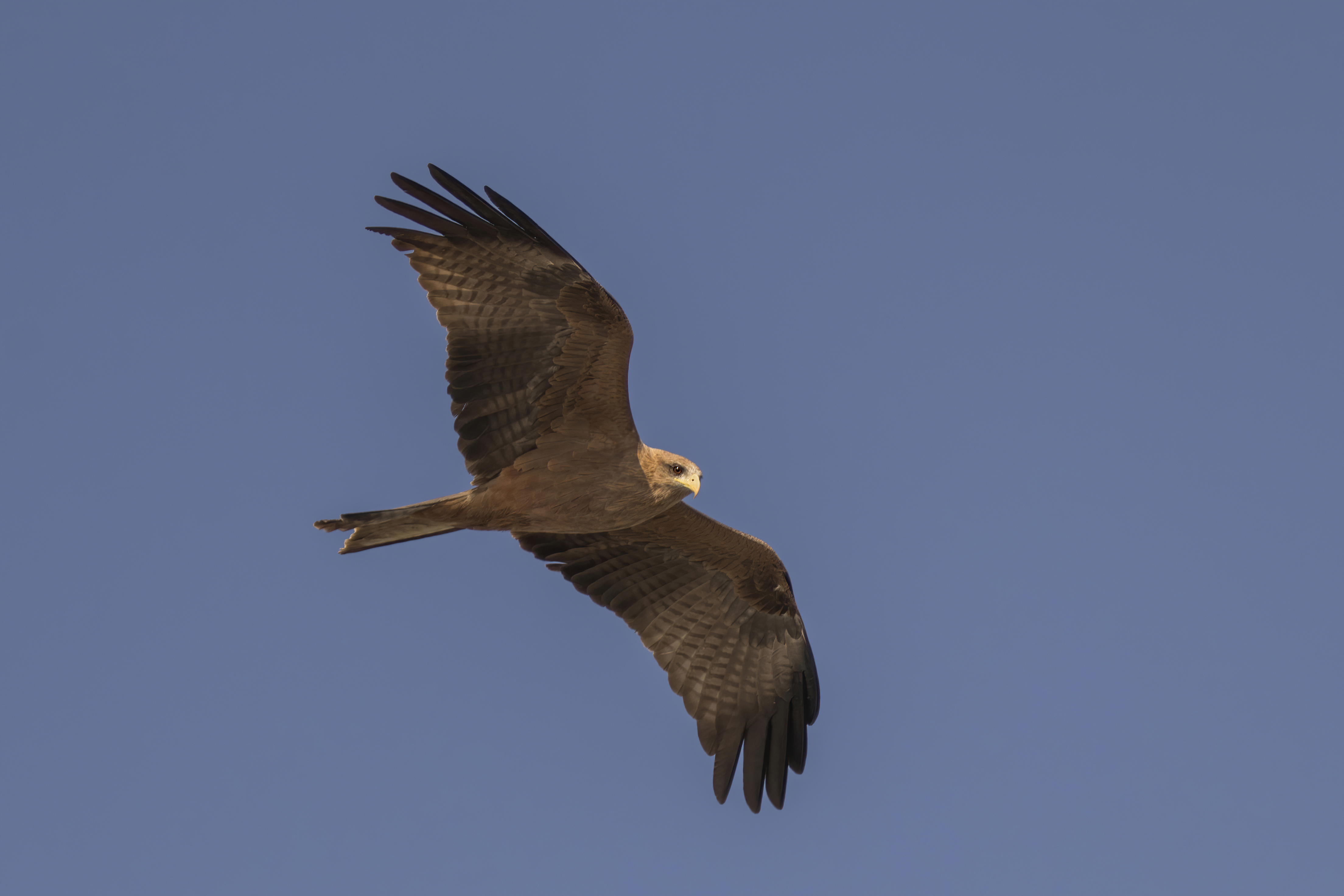
إثيوبيا
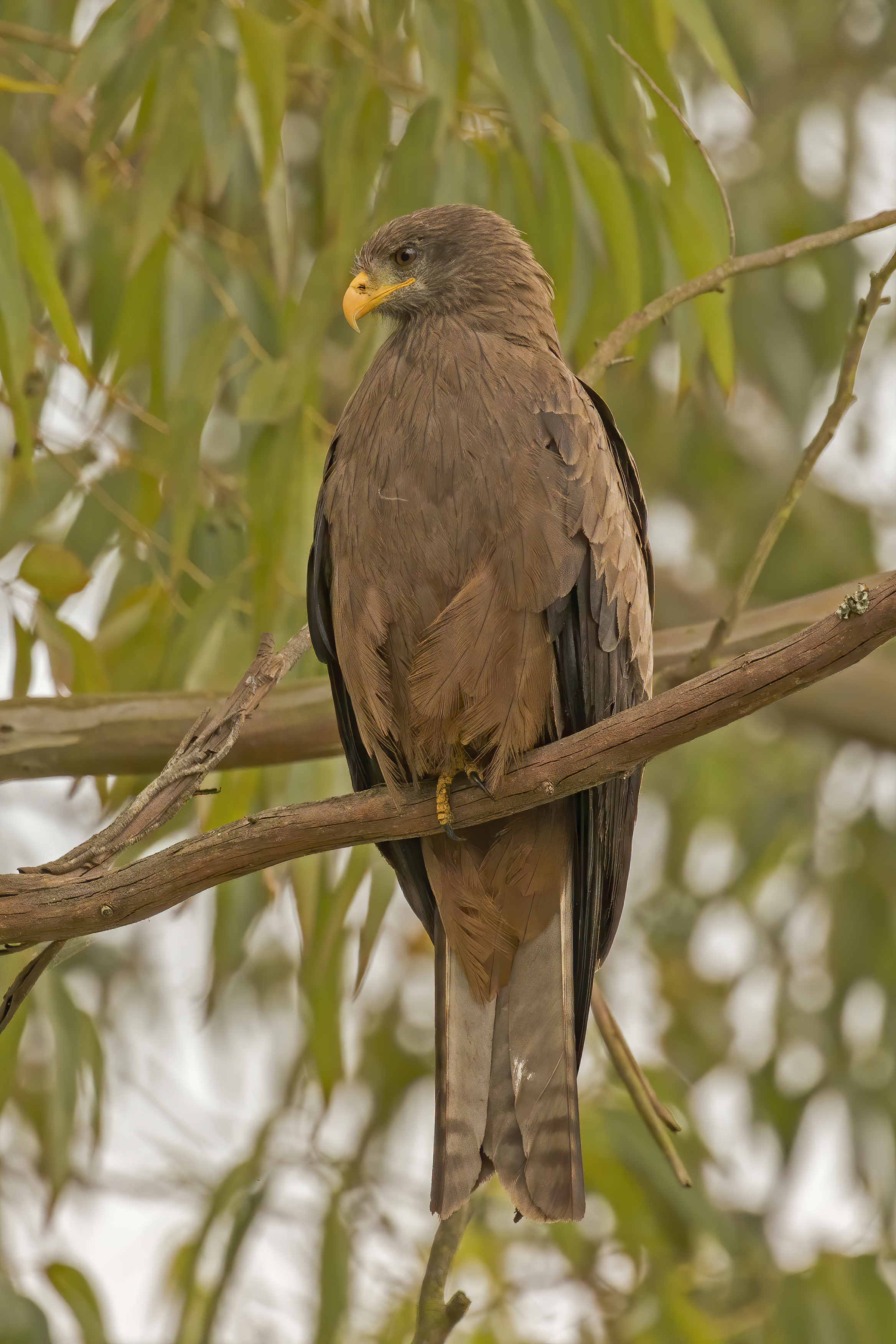
بحيرة بُنْيُنِي ، أُغَنْدَة
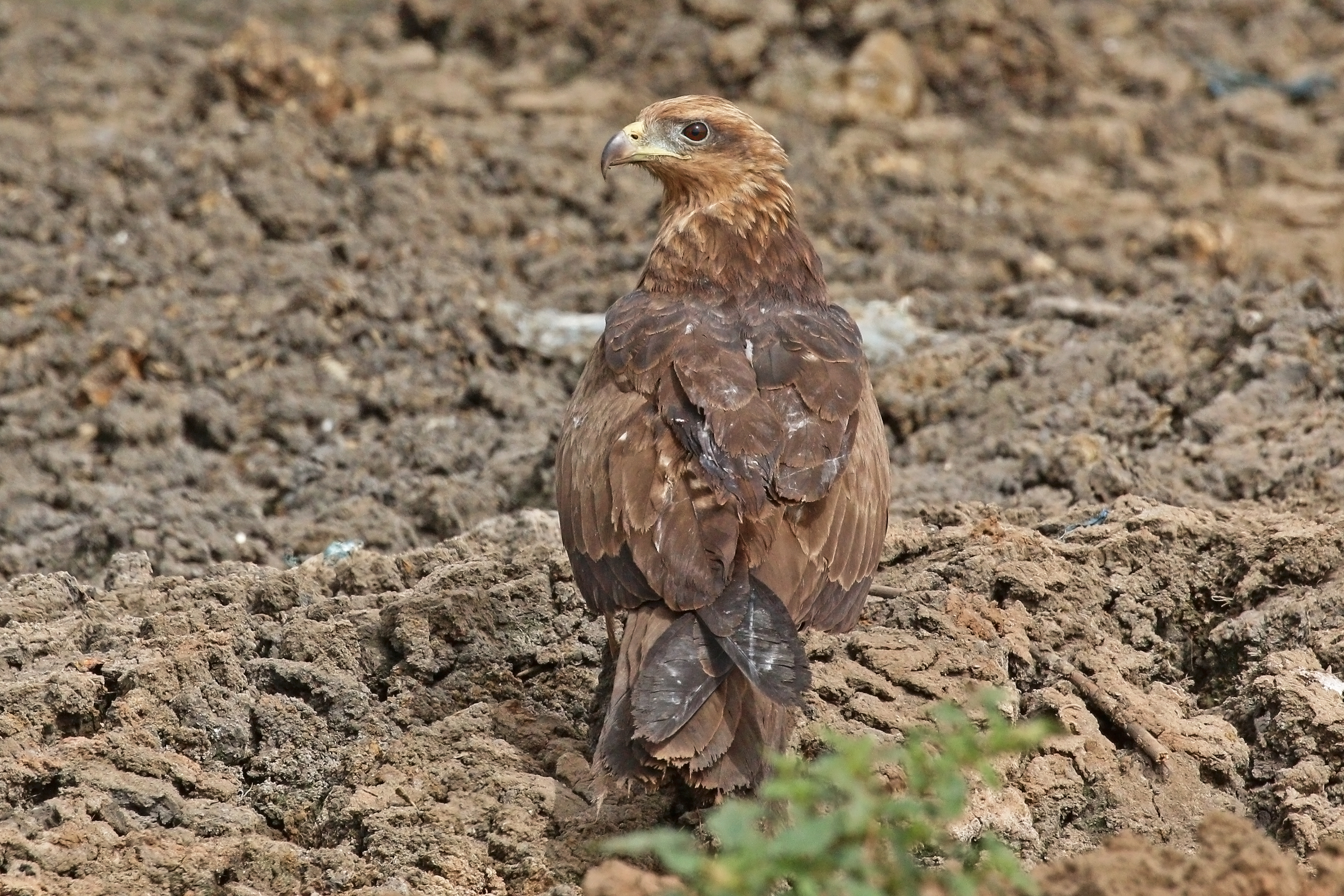
فرخ في غَمبِيَة